# Hugo von Rümelin
Gustav Friedrich Hugo Rümelin, später von Rümelin, (* 2. August 1851 in Heilbronn; † 13. Juni 1932 ebenda) war ein deutscher Bankier. Er war Mitinhaber und Geschäftsführer des Heilbronner Bankhauses Rümelin & Co. und von 1908 bis 1929 Präsident der Handelskammer Heilbronn. Von 1883 bis 1919 gehörte er in Heilbronn dem Bürgerausschuss und dem Gemeinderat an, 1913 bis 1918 war er als Vertreter von Handel und Industrie Mitglied der württembergischen Kammer der Standesherren.

## Leben

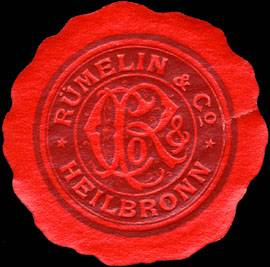
Siegelmarke Bankhaus Rümelin & Co.

Rümelin war der Sohn des Heilbronner Bankiers Richard Rümelin (1818–1880) und dessen Frau Christiane „Nanette“ Auguste Johanna Cloß (1819–1902). Er hatte neun Geschwister, von denen vier früh starben. Sowohl sein Vater als auch seine Mutter entstammten einflussreichen Familien. Richard Rümelin gründete 1856 gemeinsam mit seinem Bruder Max (1823–1893) das Heilbronner Bankhaus Rümelin & Co. und war von 1859 bis 1871 Vorsitzender der Heilbronner Handelskammer. Ein weiterer Bruder seines Vaters, Gustav von Rümelin, war Abgeordneter, Minister und Kanzler der Universität Tübingen. Seine Mutter war die Tochter des reichen Winnender Kaufmanns Johann Friedrich Cloß, ihr Bruder Friedrich Cloß war ein bedeutender Heilbronner Kaufmann, ihre Schwester Johanna war die Mutter des späteren Heilbronner Oberbürgermeisters Paul Hegelmaier.
Nach dem Besuch des Heilbronner Gymnasiums machte Hugo Rümelin 1869 bis 1872 eine Lehre im väterlichen Bankhaus und arbeitete danach bis 1875 bei Großbanken in Berlin und Frankfurt am Main. 1875/76 hörte er Vorlesungen an der Berliner Universität und kehrte dann nach Heilbronn zurück, wo er 1876 als persönlich haftender Gesellschafter in das Bankhaus Rümelin & Co. eintrat. Nach dem Tod seines Vaters 1880 und seines Bruders Ernst 1883 wurde er neben seinem Bruder Richard (1855–1923) Inhaber und Geschäftsführer der Bank, die 1922 in die Rümelin-Bank AG umgewandelt wurde, deren Aufsichtsratsvorsitzender er ab diesem Jahr war. Nachdem die Rümelin-Bank AG Ende 1924 mit der Württembergischen Vereinsbank verschmolzen und von der Deutschen Bank übernommen worden war, die sie als ihre Heilbronner Filiale weiterführte, wurde Hugo von Rümelin 1925 stellvertretender Vorsitzender des Württembergischen Landesausschusses der Deutschen Bank und Disconto-Gesellschaft. Er war außerdem Mitglied des Bezirksausschusses Stuttgart der Reichsbank.
Rümelin war Mitglied einer Vielzahl von Unternehmensgremien. Er war Vorsitzender der Heilbronner Wohnungsvereins AG, ab 1912 Aufsichtsratsvorsitzender der Salzwerk Heilbronn AG, Aufsichtsratsmitglied und -vorsitzender der Zuckerfabrik Böblingen sowie Aufsichtsratsmitglied der Süddeutschen Zucker-AG, der Maschinenbau-Gesellschaft Heilbronn, des Württembergischen Portland Cement-Werks zu Lauffen a. N. und der C. H. Knorr AG. Außerdem gehörte er dem Beirat der Königlichen Zentralstelle für Gewerbe und Handel in Stuttgart an.
Von 1908 bis 1929 war Rümelin Präsident und ab 1929 Ehrenvorsitzender der Handelskammer Heilbronn. Als Kammermitglied und -präsident setzte er sich insbesondere für die Zusammenfassung der deutschen Eisenbahnen, für den Bau des Neckarkanals, für kaufmännischen Unterricht und Weiterbildung durch Vorträge ein.

## Politische Ämter
1883 wurde Rümelin, der Mitglied der nationalliberalen DP war, in den Heilbronner Bürgerausschuss gewählt. Bis 1919 gehörte er zunächst dem Bürgerausschuss, dann dem Heilbronner Gemeinderat an. Auf Vorschlag des Württembergischen Industrie- und Handelstags berief König Wilhelm II. Rümelin in Nachfolge des verstorbenen Albert von Melchior als Vertreter von Handel und Industrie in die württembergische Kammer der Standesherren. Er trat am 23. Mai 1913 in die Kammer ein und gehörte ihr bis zu ihrem Ende 1918 an.

## Familie
1879 heiratete Rümelin Ottilie Franziska Karoline Luise Sofie Reibel (1857–1941), die Tochter des Heilbronner Kaufmanns Karl Reibel. Aus der Ehe gingen die Kinder Georg Rümelin (1880–1969), Richard Rümelin jun. (1883–1964) und Elisabeth Rümelin (1889–1941) hervor. Ab 1895 lebte die Familie in der neu erbauten Villa Rümelin in Heilbronn.

## Auszeichnungen
Rümelin erhielt die Feldzugsmedaille 1870/71, den Orden der Württembergischen Krone, mit dem der persönliche Adel verbunden war, und das Ritterkreuz des Friedrichs-Ordens. 1900 wurde ihm der Titel Kommerzienrat verliehen, 1914 folgte der Titel Geheimer Kommerzienrat.
Seit 9. Februar 1922 gibt es in Heilbronn die Hugo-Rümelin-Straße. Sie entstand durch Umbenennung aus der 1921 benannten Rümelinstraße.